# Grandeur et décadence d'un petit commerce de cinéma
Pour plus de détails, voir Fiche technique et Distribution.
Grandeur et décadence d'un petit commerce de cinéma révélées par la recherche des acteurs dans un film de télévision publique d’après un vieux roman de J.H. Chase est un téléfilm français réalisé par Jean-Luc Godard et diffusé dans le cadre de la série télévisée Série noire le 24 mai 1986 sur TF1.

## Synopsis
Le cinéaste Gaspard Bazin (Jean-Pierre Léaud) est au chômage depuis de nombreuses années et vient dans une chaîne de télévision pour apparaître comme figurant.
Le producteur Jean Almereyda (Jean-Pierre Mocky) est une vieille connaissance de Gaspard, mais il a une dette énorme et il reçoit des menaces de mort. La femme d'Almereira, Eurydice (Marie Varela), rêve de devenir actrice, et Gaspard suit ses conseils.

## Fiche technique
- Titre français : Grandeur et décadence d'un petit commerce de cinéma révélées par la recherche des acteurs dans un film de télévision publique d’après un vieux roman de J.H. Chase
- Réalisation : Jean-Luc Godard
- Scénario : Jean-Luc Godard d'après le roman Chantons en chœur (The Soft Center) de James Hadley Chase
- Société de production : TF1, Hamster Productions, Télévision Suisse-Romande (TSR), JLG Films, RTL
- Pays de production :  France
- Format : Couleurs
- Genre : thriller
- Durée : 90 minutes
- Date de sortie : 
  - France : 24 mai 1986 (diffusion télévisée sur TF1), 4 octobre 2017 (sortie salles par Capricci)

## Distribution
- Jean-Pierre Mocky : Jean Almereyda
- Marie Valera : Eurydice
- Jean-Pierre Léaud : Gaspard Bazin
- Nathalie Richard : elle-même
- Jean-Luc Godard : Lui-même (non crédité)
- Jacques Pena : Le voleur

## Production
Pendant les fêtes de fin d'année 1985, Pierre Grimblat propose à Godard de participer à une série en cours que sa société Hamster Productions a vendu à TF1 : Série noire, une anthologie d'histoires policières adaptées de la célèbre collection littéraire Série noire.
Godard tourne la vidéo en février 1986 essentiellement dans les bureaux de production de JLG Films avenue du Roule à Neuilly. Le film est un hommage à plusieurs personnalités du cinéma décédées, telles que les réalisateurs François Truffaut et Jean Eustache, les producteurs Raoul Lévy, Georges de Beauregard, Jean-Pierre Rassam ou Gérard Lebovici, assassiné en 1984 comme Jean Almereyda dans le film. Dans Télérama, Jean-Pierre Mocky déclare à propos du film et de sa longue complicité avec Godard « Godard pense que nous sommes les premiers de Mohicans, les premiers d'une nouvelle génération de cinéastes qui allons faire du cinéma comme le Chaplin des débuts. Moi, je me dis que les gars comme nous, quand on sera morts, ça n'existera plus. Les jeunes, les nouveaux qui arrivent, Beineix, Besson, ils travaillent avec un maximum d'argent, ils ne nous ressemblent pas. Godard et moi, nous sommes vivaces, nous résistons. Nous sommes forts comme des Mohicans... Mais il y a plein d'Indiens qui ont été décimés, parce qu'ils étaient plus faibles ».
La dernière image de Grandeur et décadence d'un petit commerce de cinéma est une dédicace à Jack Lang, alors que le film se monte pendant les élections législatives de 1986 qui voit la victoire de la droite. D'après le critique Antoine de Baecque, Godard ne ressent pas la moindre attirance pour le second gouvernement Chirac, mais il préfère romantiquement et politiquement que la gauche soit dans l'opposition plutôt qu'au pouvoir. Une réflexion que Godard poursuivra dans son film suivant, Soigne ta droite.